# Release Arena
 (avril 2025).
Le Release Arena est un stade de football situé à Sandefjord, dans le Comté de Vestfold, en Norvège.
À la suite de la signature d'un accord de naming en juillet 2007, il porte le nom de la société norvégienne de vente en ligne Komplett.
Le Release Arena est prévu pour être agrandi ; sa capacité serait portée à 12 500 places[réf. nécessaire].